# Jean de Kastav

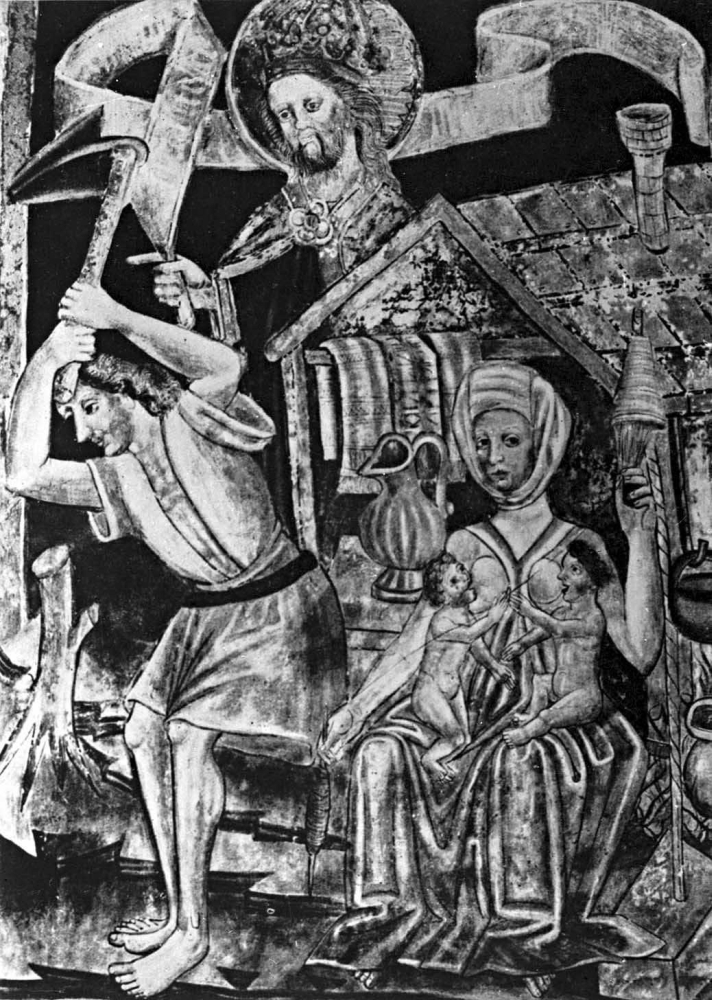
Détail de la peinture de l'église de Hrastovlje datant de 1490

Jean de Kastav (en latin : Johannes de Castua, en croate : Ivan iz Kastva et en slovène : Janez iz Kastva) est un artiste originaire de Kastav en Croatie ayant vécu au XVe siècle.
Jean de Kastav est le parent ou l'élève de Vincent de Kastav qui a peint la Danse macabre de Beram en Slovénie.
Il a peint les fresques de l'Église de la Sainte Trinité, à Hrastovlje, qui comprenait une célèbre Danse Macabre,. Selon l'inscription (qui identifie l'artiste en tant que magister Johannes de Castua) les fresques ont été commandées par Tomić Vrhović, le curé de la paroisse de Kubed, et achevée en 1490.